# Scolecomorphus vittatus
Scolecomorphus vittatus är en groddjursart som först beskrevs av George Albert Boulenger 1895.  Scolecomorphus vittatus ingår i släktet Scolecomorphus och familjen Caeciliidae. IUCN kategoriserar arten globalt som livskraftig. Inga underarter finns listade i Catalogue of Life.